# Carl Broberg
Carl August Broberg, född 30 juni 1880 i Aspeboda församling, Kopparbergs län, död 24 januari 1958 i Danderyds församling, Stockholms län, var en svensk ämbetsman.
Broberg blev juris utriusque kandidat vid Uppsala universitet 1903. Efter tjänstgöring i olika länsstyrelser blev han 1913 byråchef i pensionsstyrelsen, tillförordnad generaldirektör där 1933–1936 samt åter från 1940. I flera omgångar verkade Broberg som fullmäktig för pensionsförsäkringsfonden och var även ordförande i styrelsen för Stockholms läns offentliga arbetsförmedling. Han anlitades som sakkunnig i vissa utredningar rörande sociala frågor. Carl Broberg är begravd på Aspeboda kyrkogård.